# Хмелинец (Елецкий район)
Хмелине́ц — деревня Елецкого района Липецкой области. Центр Пищулинского сельсовета. Стоит на правом берегу реки Ельчик. Вдоль юго-западной границы Хмелинца проходит магистраль М4 «Дон».
Деревня была заселена, вероятно, в конце XVI века. В документах Хмелинец упоминается в 1620 году.
Название — по зарослям хмеля .
Ранее центром Пищулинского сельсовета было село Пищулино, однако позже его функция перешла деревне Хмелинец.

## Население
| 2010 |
| ---- |
| 1209 |